# Education Resources Information Center
Pour les articles homonymes, voir Eric (homonymie).

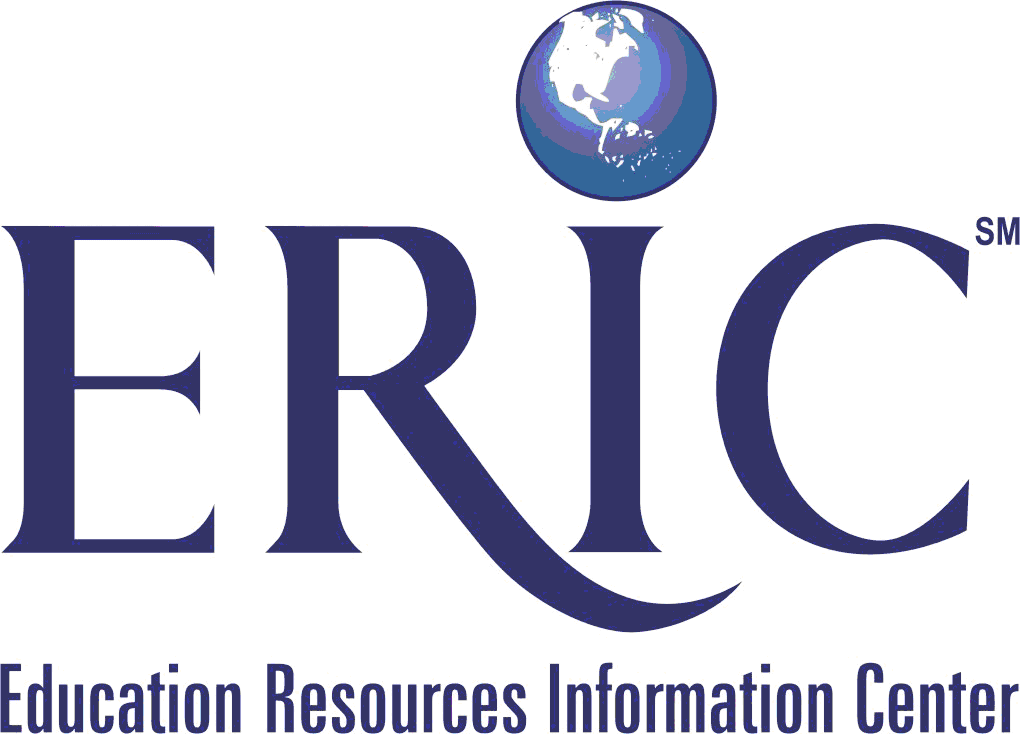
Logo de l'ERIC

L'Education Resources Information Center (ERIC), financé par l'Institute of Education Sciences (en) (IES) du Département de l'Éducation des États-Unis, maintient une base de données d'articles, provenant de différents pays, spécialisée en éducation des sciences, des mathématiques et de l'environnement. 
En 2006, l'accès en ligne public permet d'accéder à un catalogue de plus de 1,1 million de citations, remontant jusqu'à 1966. Plus de 107 000 documents textuels (de 1993 à 2004) sont disponibles gratuitement. 
Dans le but de se mettre à jour, ERIC effectue depuis 2005 un important effort de modernisation et acquiert différents documents pour augmenter la taille de la base de données.